# Yōichi Numata
Pour les articles homonymes, voir Numata (homonymie).
Yōichi Numata (沼田 曜一, Numata Yōichi), né le 19 juillet 1924 à Okayama et mort le 29 avril 2006 à Tokorozawa est un acteur japonais. Son vrai nom est Masaharu Mikamo (美甘 正晴, Mikamo Masaharu).

## Biographie
Yōichi Numata est apparu dans plus de 90 films entre 1949 et 2001.
Il meurt d'une défaillance cardiaque le 29 avril 2006 à Tokorozawa à l'âge de 81 ans.

## Filmographie partielle
- 1949 : Gokumon-to (獄門島?) de Sadatsugu Matsuda
- 1949 : Gokumon-to: Kaimei-hen (獄門島 解明篇?) de Sadatsugu Matsuda

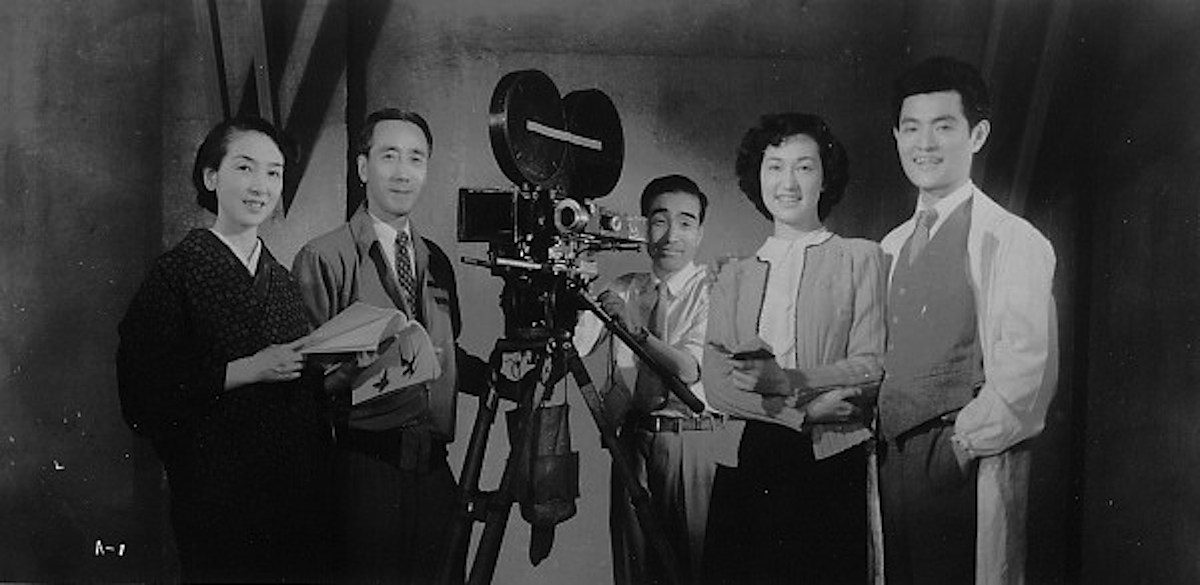
Tournage de Nuages épars (de gauche à droite) : Hiroko Kawasaki, Heinosuke Gosho, Mitsuo Miura, Kieko Sawamura et Yōichi Numata.

- 1950 : Écoutez les grondements de l'océan (日本戦歿学生の手記 きけ、わだつみの声, Nihon senbotsu gakusei shuki kike wadatsumi no koe?) de Hideo Sekigawa
- 1951 : Fusetsu 20 nen (風雪二十年?) de Shin Saburi
- 1951 : Nuages épars (わかれ雲, Wakare-gumo?) de Heinosuke Gosho : le docteur Minami
- 1952 : Dans la tempête (嵐の中の母, Arashi no naka no hara?) de Kiyoshi Saeki
- 1952 : L'Agitation du matin (朝の波紋, Asa no hamon?) de Heinosuke Gosho : Numasawa
- 1952 : Zone de vide (真空地帯, Shinku chitai?) de Satsuo Yamamoto
- 1953 : Epitome (縮図, Shukuzu?) de Kaneto Shindō : Kurisu
- 1954 : Une femme (或る女, Aru onna?) de Shirō Toyoda : Yoshio Oka
- 1954 : Toran būran: Tsuki no hikari (トラン・ブーラン 月の光?) de Shūe Matsubayashi
- 1955 : Aogashima no kodomotachi: Onna kyōshi no kiroku (青ヶ島の子供たち 女教師の記録?) de Nobuo Nakagawa : Yasumari
- 1956 : Yakan chūgaku (夜間中学?) d'Ishirō Honda
- 1956 : Kaii utsunomiya tsuritenjo (怪異宇都宮釣天井?) de Nobuo Nakagawa : Shōgun Iemitsu
- 1956 : Onna Keirin-ō (女競輪王?) de Kiyoshi Komori : Shinya Kuramoto
- 1957 : Le Corbeau jaune (黄色いからす, Kiiroi karasu?) de Heinosuke Gosho : professeur Murakami
- 1957 : Fūun kyū nari Ōsaka jō: Sanada jūyūshi sō shingun (風雲急なり大阪城 真田十勇死総進軍?) de Nobuo Nakagawa : Nagatonokami Kimura
- 1957 : L'Empereur Meiji et la Guerre russo-japonaise (明治天皇と日露大戦争, Meiji tennō to nichiro daisensō?) de Kunio Watanabe : Ijūin Gorō
- 1957 : Atatsuki no chōsen (暁の非常線?) de Kiyoshi Komori : Saburō Kimura
- 1959 : Daitoa senso to kokusai saiban (大東亜戦争と国際裁判?) de Kiyoshi Komori : Hayashi
- 1959 : Meiji Tennō to Nogi Shōgun (明治大帝と乃木将軍?) de Kiyoshi Komori : général Kodama Gentarō
- 1959 : Zoku raiden (続 雷電?) de Nobuo Nakagawa : Shokusanjin Ōta
- 1960 : Daigyakusatsu (大虐殺?) de Kiyoshi Komori
- 1960 : L'Évasion d'une condamnée à mort (女死刑囚の脱獄, Onna shikeishū no datsugoku?) de Nobuo Nakagawa : inspecteur Miyata
- 1960 : La Guerre du Pacifique et le mystère du cuirassé Mutsu (太平洋戦争 謎の戦艦陸奥, Taiheiyō Sensō: Nazo no senkan Mutsu?) de Kiyoshi Komori
- 1960 : Ligne jaune (黄線地帯, Osen chitai?) de Teruo Ishii
- 1960 : L'Enfer (地獄, Jigoku?) de Nobuo Nakagawa : Tamura
- 1961 : Namonaku mazushiku utsukushiku (名もなく貧しく美しく?) de Zenzō Matsuyama
- 1968 : Lady Yakuza : La Pivoine rouge (緋牡丹博徒, Hibotan bakuto?) de Kōsaku Yamashita : Hebimasa
- 1969 : Yōen dokufuden: Okatsu kyōjō tabi (妖艶毒婦伝 お勝兇状旅?) de Nobuo Nakagawa
- 1970 : Lady Yakuza : Le Retour d'Oryū (緋牡丹博徒 お竜参上, Hibotan bakuto: Oryū sanjō?) de Tai Katō
- 1971 : Lady Yakuza : Prépare-toi à mourir ! (緋牡丹博徒 お命戴きます, Hibotan bakuto: Oinochi itadaki masu?) de Tai Katō
- 1972 : La Femme scorpion (女囚701号/さそり, Joshū 701-gō: Sasori?) de Shun’ya Itō : Soga
- 1972 : Hijirimen bakuto (緋ぢりめん博徒?) de Teruo Ishii
- 1973 : Miyamoto Musashi (宮本武蔵?) de Tai Katō
- 1980 : La Tuile de Tenpyo ou Un océan à traverser (天平の甍, Tenpyo no iraka?) de Kei Kumai
- 1995 : Le Fleuve profond (深い河, Fukai kawa?) de Kei Kumai : Kiguchi
- 1998 : Ring (リング, Ringu?) de Hideo Nakata : Takashi Yamamura
- 1999 : Ring 2 (リング2, Ringu 2?) de Hideo Nakata : Takashi Yamamura
- 2001 : Princess Blade (修羅雪姫, Shurayuki hime?) de Shinsuke Satō : Kuka